# Rachael Yamagata
Rachael Yamagata (Arlington, 23 de setembro de 1977) é uma cantora, compositora e pianista norte americana. Ela é Yonsei, tendo ascendência japonesa por parte paterna, e italo-germânica por parte materna. Suas canções já foram tocadas em inúmeros programas de televisão e ela já colaborou com Jason Mraz, Rhett Miller, Bright Eyes (banda), Ryan Adams,  Toots e The Maytals e Ray Lamontagne.

## Educação e vida pessoal
Yamagata formou-se na Escola Holton-Arms, em Bethesda, Maryland, e frequentou a Universidade Northwestern e a Vassar College.
Yamagata tem um irmão gêmeo, Benji. Seu meio-irmão, Josh Ruben, é um ator e diretor do CollegeHumor.

## Discografia

### Álbuns de estúdio
- Happenstance (2004)
- Elephants... Teeth Sinking Into Heart (2008)
- Chesapeake (2011)

### EPs
- EP (2003)
- Live at the Loft & More (2007)
- Loose Ends (2008)
- Covers EP (2011)
- Heavyweight EP (November 2012)

### Singles
- "Worn Me Down"
- "Letter Read"
- "1963"
- "River"
- "Be Be Your Love"
- "Elephants"
- "Faster"
- "Sunday Afternoon"
- "Starlight"
- "Deal Breaker"
- "Even If I Don't"

### Ao vivo/compilações
- Live at the Bonnaroo Music Festival (2004)
- Sony Connect Sets (2005)
- KCRW Sessions: Rachel Yamagata (2005)
- Napster session: Rachael Yamagata (2005)

### Outras contribuições
- Bumpus (1999)
- Steroscope(Bumpus) (2001)
- WFUV: City Folk Live VII - "Worn Me Down" (2004)
- Toots & the Maytals - True Love (2004)
- Ryan Adams - Cold Roses (2005)
- Jason Mraz - Mr. A-Z (2005)
- Chris Holmes - Blister of the Spotlight (2006)
- Rhett Miller - The Believer (2006)
- Ray LaMontagne - Till the Sun Turns Black (2006)
- Bright Eyes (banda) - Four Winds (2007)
- Bright Eyes - Cassadaga (2007)
- Ben Arthur - Mouhfeel (2007)
- Mandy Moore - Wild Hope (2007)
- Jill Cunniff - City Beach (2007)
- John Francis - "The Better Angels" (2010)
- Katharine McPhee - Unbroken (2010)
- Terra Naomi - To Know I'm Ok (2011)
- Muppets•The Green Album (2011), participação em "I'm Going to Go Back There Someday"
- Henrik Skanfors - The Sleep of Adam (2012), participação em  "Psalm 513"